# Kwadraatvrij geheel getal
Een kwadraatvrij geheel getal is in de wiskunde een geheel getal dat niet door een kwadraatgetal kan worden gedeeld, behalve door 1.
Voorbeelden
- {\displaystyle 10} is een kwadraatvrij geheel getal omdat {\displaystyle 10=2\cdot 5} en {\displaystyle 2} en {\displaystyle 5} geen kwadraten zijn.
- {\displaystyle 18} is geen kwadraatvrij getal, want {\displaystyle 18} kan door {\displaystyle 9=3^{2}} worden gedeeld.

De rij van positieve kwadraatvrije getallen begint als volgt:
1, 2, 3, 5, 6, 7, 10, 11, 13, 14, 15, 17, 19, 21, 22, 23, 26, 29, 30, 31, 33
Alle priemgetallen zijn kwadraatvrij getal. De möbiusfunctie is er aan de hand van gedefinieerd, dat een getal kwadraatvrij is of niet.

## Definities
De volgende definities zijn gelijkwaardig. Een geheel getal {\displaystyle n} is kwadraatvrij
- dan en slechts dan als ieder priemgetal in de ontbinding in priemfactoren van {\displaystyle n} precies een keer voorkomt,
- als voor geen van de priemgetallen {\displaystyle p}, zodat {\displaystyle n} door {\displaystyle p} kan worden gedeeld,  {\displaystyle {\tfrac {n}{p}}} nog een keer door {\displaystyle p} kan worden gedeeld of
- als voor iedere ontbinding {\displaystyle n=a\times b} geldt dat {\displaystyle a} en {\displaystyle b} onderling ondeelbaar zijn.

## Verdeling
Laat {\displaystyle Q(x)} het aantal kwadraatvrije getallen zijn tussen {\displaystyle 1} en {\displaystyle x}. Dan geldt:
{\displaystyle Q(x)={\frac {6x}{\pi ^{2}}}+O({\sqrt {x}})}
Hierdoor geldt de volgende limiet:
{\displaystyle \lim _{x\to \infty }{\frac {Q(x)}{x}}={\frac {6}{\pi ^{2}}}={\frac {1}{\zeta (2)}}}
waarbij {\displaystyle \zeta } de Riemann-zèta-functie is.
Op dezelfde manier geldt dat, als {\displaystyle Q(x,n)} het aantal {\displaystyle n}-de-machtsvrije getallen tussen {\displaystyle 1} en {\displaystyle x} is, dan:
{\displaystyle \lim _{x\to \infty }{\frac {Q(x,n)}{x}}={\frac {1}{\zeta (n)}}}

## Testen
Er is nog geen algoritme bekend dat snel kan controleren dat een willekeurig gegeven getal kwadraatvrij is. Dat kan door een getal in priemfactoren te ontbinden, maar daar is voor grote getallen veel rekenwerk voor nodig.
Booker, Hiary en Keating hebben een algoritme ontwikkeld waarmee, zonder eerst een getal te ontbinden, dat bepaalt dat een gegeven geheel getal kwadraatvrij is. Het wordt voor het uitvoeren van het algoritme wel verondersteld dat een algemene vorm van de riemann-hypothese waar is, waarin de Riemann-zèta-functie door de meer algemene L-functies is vervangen.

## Vermoeden van Erdös over kwadraatvrije getallen
Het is in 1996 door Ramaré en Granville bewezen dat de binomiaalcoëfficiënt {\displaystyle {\binom {2n}{n}}} voor {\displaystyle n>4} nooit kwadraatvrij is.